# Foux de la Vis
La foux de la Vis, ou résurgence de la Foux, est une résurgence karstique située sur la commune de Vissec dans le Gard, cinquième source de France. La Vis prend sa source dans le parc national des Cévennes, coule jusqu'à Alzon avant de se perdre au niveau du moulin de Larcy, ce qui laisse un lit sec (le Vis sec autour de Vissec) ; les eaux enfouies rejoignent alors un réseau souterrain pour resurgir à la foux de la Vis. Au cours des temps géologiques, la Vis a creusé un canyon, les gorges de la Vis, qui sépare le causse de Blandas du causse de Campestre, puis du causse du Larzac.

## Toponymie
Le mot foux, vient du latin fons, fontis, source. L'occitan fos désigne une source, exsurgence et souvent une résurgence.

## Spéléométrie
La dénivellation de la cavité est de 114 m pour un développement de 2 984 m.

## Géologie
La résurgence s'ouvre dans les calcaires du Jurassique.

## La Vis
La Vis, rivière d'une longueur de 57,8 kilomètres, prend sa source dans le parc national des Cévennes, près du col de l'Homme-Mort dans le département du Gard. Elle traverse notamment Alzon où les eaux s'infiltrent au moulin de Larcy. Ensuite son lit reste sec dans de profondes gorges entourant le causse de Blandas, le séparant du causse de Campestre puis du causse du Larzac. Le village de Vissec est traversé par une rivière sèche. La rivière réapparaît à la foux de la Vis où les eaux infiltrées sous le Larzac méridional, le causse de Campestre et le causse de Blandas viennent compléter celles qui se sont perdues à Alzon. La Vis traverse ensuite le cirque de Navacelles, puis Saint-Laurent-le-Minier après avoir décrit de nombreux méandres ; elle se jette finalement dans l'Hérault en amont de Ganges.

### Hydrologie
La surface du bassin versant de la résurgence de la Vis est de 198 km2, à 335 mètres d'altitude moyenne. Le débit a été observé durant une période de 12 ans (à partir de novembre 2001) à Blandas. Sur cette période de mesure le module est de 5,07 m3/s. Le débit mensuel minimal a été observé en août 2002 et septembre 2011 avec 1,47 m3/s ; le débit mensuel maximal a été observé en décembre 2003 avec 25,50 m3/s.
La foux de la Vis est la cinquième source de France par son débit moyen ! La centième dans le monde...
Le 24 novembre 2003, il a été mesuré un débit instantané maximal de 245,0 m3/s, une hauteur maximale instantanée de 370 cm et un débit journalier maximal de 130,0 m3/s.

## Accès
La foux de la Vis n'est accessible qu'à pied.
En rive droite, le sentier est balisé (rouge et jaune). C'est le GRP du tour du Larzac méridional qui longe la rivière dans sa partie aval au départ du cirque de Navacelles ou qui emprunte le lit sec de la rivière puis domine les gorges dans sa partie amont au départ de Vissec. En rive gauche un sentier est quant à lui balisé (jaune). C'est le PR du cirque de Navacelles. Par ce sentier on peut atteindre la résurgence rapidement à pied (15 min). Le départ est alors sur la D 713 entre Blandas et Navacelles où un parking est aménagé dans un virage en épingle à cheveux.

### Randonnée
Il existe une petite randonnée d'une heure aller-retour qui permet de découvrir la foux de la Vis (sentier « résurgence de la Foux », disponible à l'office de tourisme des Cévennes méridionales. On accède au départ de ce sentier, en voiture, du belvédère de Blandas, après deux kilomètres de descente environ, dans un virage en épingle à cheveux. Il faut se garer près des panneaux indiquant le départ de cette promenade. Après une demi-heure de descente à pied, on arrive sur des anciens moulins qui abritent une exposition permanente. Ces moulins fonctionnaient grâce au courant de la Vis qui jaillit de la falaise à cet endroit.

## Explorations spéléologiques
Les hommes ont depuis toujours essayé de remonter le cours de la source. Félix Mazauric au début du XXe siècle sera suivi en 1937 par l'abbé Joseph Giry (1905-2002), puis en 1952 par Alex Bournier qui en apnée buta au bout de quelques mètres sur un passage impénétrable. En 1967 débuta, avec Louis Vernette et Bernard Sapin, l'aventure de la plongée souterraine. Leur plongée dura 12 minutes et leur permit d'explorer la cavité sur une longueur de 35 mètres et une profondeur de 20 mètres. En 1985, Claude Touloumdjian plongea pendant 5 heures sur une longueur de 360 mètres et une profondeur de 78 mètres. En 2001, Patrick Bolagno plongea pendant 9 heures sur une longueur de 1 800 mètres et une profondeur de 90 mètres. En août 2006, les plongeurs de l'European Karst Plain Project explorèrent la foux de la Vis sur une longueur de 2 312 mètres et une profondeur de 104 mètres, pour une durée maximale d'immersion de 6 heures et 19 minutes. En septembre puis en octobre 2007 l'European Karst Plain Project explora de nouveau la source. Pour cette seconde incursion, l'exploration a atteint la distance de 2 984 mètres et la profondeur de 90 mètres en une plongée de 7 heures. La progression progresse sous le causse du Larzac et se rapproche du village de Vissec
https://vimeo.com/839588247 vidéo de l'exploration de juin 2023.

## Les moulins

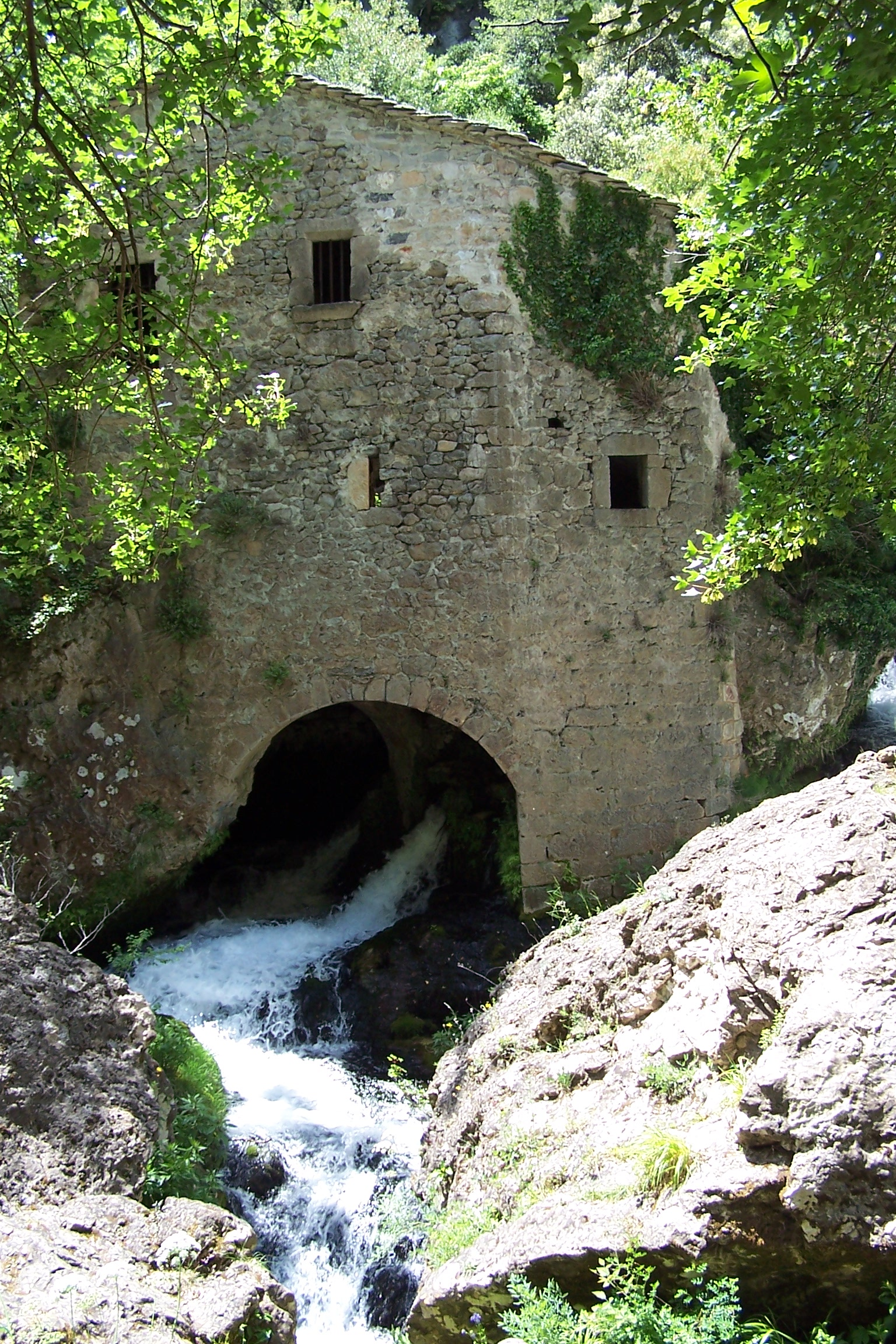
Les moulins de la Foux.

### Les anciens moulins
L'implantation de moulins à la résurgence est très ancienne, antérieure à 1097 où une dotation a été faite au chapitre de Nîmes par la famille de Vissec. Les moulins furent rasés en 1629 sous l'ordre du duc de Rohan car ils servirent de refuge à Pierre de Montfaucon, baron de Vissec durant les troubles religieux. L'un des moulins reconstruits fut emporté par une inondation en 1741. Le marquis de Vissec, baron d'Hierle (Hyerle ou Yrle), Michel de Montfaucon eut d'énormes difficultés à trouver des maçons qui acceptèrent les travaux de reconstruction du fait de la situation du lieu. L'activité cessa en 1907 lorsqu'une crue provoqua une destruction fatale.

### Les moulins modernes
Les moulins restaurés en 2000 abritent une exposition permanente sur leur fonctionnement et sur la vie rurale et agricole du village de Vissec.

## Mythes et légendes
Selon la légende, il existerait dans le lit de la résurgence un bloc portant l'inscription : « Quora me vieras, ploraras » (Quand tu me verras, tu pleureras) : La Foux s'assèche en effet de temps en temps.